# Tramway de Magdebourg
 (décembre 2023).
Si vous disposez d'ouvrages ou d'articles de référence ou si vous connaissez des sites web de qualité traitant du thème abordé ici, merci de compléter l'article en donnant les références utiles à sa vérifiabilité et en les liant à la section « Notes et références ».
Le tramway de Magdebourg est le réseau de tramways de la ville de Magdebourg, en Allemagne. Ouvert en 1877, il compte actuellement neuf lignes.

## Réseau

### Lignes régulières
| Ligne | Trajet (avec arrêts intermédiaires) | Durée       | Nombre de stations |
| ----- | --- | ----------- | ------------------ |
| 1     | Sudenburg (Kroatenweg) – Südring – Westring – Damaschkeplatz/ZOB – Alter Markt – Opernhaus – Kastanienstraße – Lerchenwuhne                        | 36 min      | 28                 |
| 2     | Westerhüsen – Buckau (Wasserwerk) – Hasselbachplatz – Domplatz – Alter Markt – Opernhaus – Alte Neustadt (Lostauer Straße)                         | 39 min      | 33                 |
| 3     | Klinikum Olvenstedt – Olvenstedter Platz – Damaschkeplatz/ZOB – Hauptbahnhof – Hasselbachplatz – Leipziger Chaussee                                | 31 min      | 26                 |
| 4     | Klinikum Olvenstedt – Olvenstedter Platz – Damaschkeplatz/ZOB – Allee-Center – Cracau (Pechauer Platz)                                             | 27 min      | 21                 |
| 5     | Klinikum Olvenstedt – Olvenstedter Platz – Westring – Südring – Hasselbachplatz – Domplatz – Alter Markt – Opernhaus – Messegelände (– Herrenkrug) | 36 min (40) | 30 (33)            |
| 6     | Diesdorf – Westring – Damaschkeplatz/ZOB – Allee-Center – Berliner Chaussee – Messegelände – Herrenkrug                                            | 29 min      | 20                 |
| 8     | (Westerhüsen – ) Buckau (Wasserwerk) – Hasselbachplatz – Hauptbahnhof – Alter Markt – Opernhaus – Kastanienstraße – Neustädter See                 | 34 min (46) | 27 (39)            |
| 9     | Leipziger Chaussee – Hasselbachplatz – Domplatz – Alter Markt – Opernhaus – Kastanienstraße – Neustädter See                                       | 33 min      | 28                 |
| 10    | Sudenburg (Kroatenweg) – Südring – Hasselbachplatz – Domplatz – Alter Markt – Opernhaus – Kastanienstraße – Rothensee – Barleber See               | 38 min (41) | 30/33              |

### Lignes de nuit
| Ligne | Trajet (avec arrêts intermédiaires) | Durée       | Nombre d'arrêts |
| ----- | --- | ----------- | --------------- |
| 92    | Westerhüsen – Buckau (Wasserwerk) – Hasselbachplatz – Domplatz – Allee-Center (nur Richtung Westerhüsen) – Damaschkeplatz/ZOB – Olvenstedter Platz             | 32 min      | 30              |
| 94    | Klinikum Olvenstedt – Olvenstedter Platz – Damaschkeplatz/ZOB – Alter Markt – Opernhaus – Kastanienstraße – Neustädter See – Betriebshof Nord (– Barleber See) | 51 min (57) | 41(45)          |
| 95    | Herrenkrug – Berliner Chaussee (– Cracau (Pechauer Platz)) – Allee-Center – Damaschkeplatz/ZOB – Olvenstedter Platz                                            | 20 min (29) | 15(25)          |